# Tiret
Pour les articles homonymes, voir Tiret (homonymie).
Ne doit pas être confondu avec ㅡ (jamo), 一 (héng), ー en Katakana, tiret bas ni − (soustraction).
 (janvier 2024).

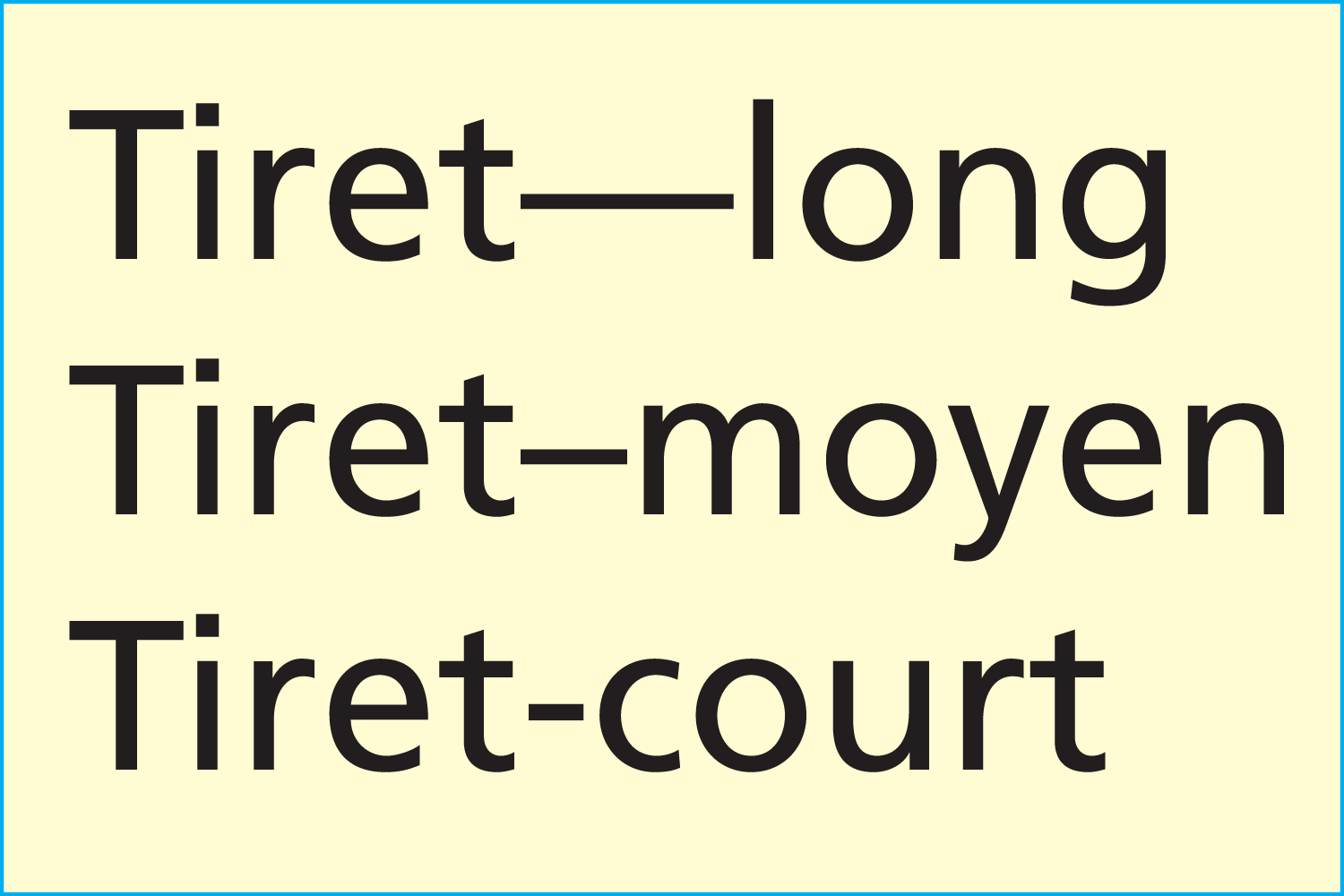
3 termes où l'espace a été remplacée par les 3 principaux types de tirets

Le tiret est un signe de ponctuation. Il ne doit pas être confondu avec le trait d’union ni avec le signe moins. Il existe trois types de tirets, selon leur longueur : le tiret long (‹ — ›), le tiret moyen (‹ – ›) et le tiret court (‹ - ›), ainsi que le double tiret. Il est aussi appelé « division » en typographie.

## Types de tirets

### Tiret long
Le tiret long ou « tiret cadratin » (« — » Unicode U+2014 HTML &mdash; &#x2014; &#8212; Alt code A-0151; TeX ---) a plusieurs fonctions.
- Il est utilisé en français et dans plusieurs autres langues européennes pour introduire les répliques des dialogues ; il est placé en début de ligne et suivi d’une espace. Il ne doit pas être employé en double des guillemets, car ces derniers ouvrent et ferment le dialogue (toutefois, l’édition a de plus en plus tendance à supprimer les guillemets, utilisant alors le tiret cadratin dès l’ouverture du dialogue[1]).
Exemple :
— Bonjour, Monsieur. 
— Bonjour, Madame.
- Il est également rencontré après les noms de personnages écrits en petites capitales et suivis d’un point dans les indications théâtrales. Le point est nécessaire, à cause de la présence des didascalies, qui forment une phrase. À l’inverse, il ne l’est pas si le nom est écrit au‑dessus de la réplique.[Par exemple ?]
- Il sert également à encadrer les propositions incises (et exceptionnellement les éléments incidents) dans la fonction de quasi-parenthèse. Il lui est souvent conféré une valeur littéraire par rapport à la parenthèse[2].Sauf exception, en français, un tel tiret est précédé et suivi par une espace. L'Imprimerie nationale recommande que celles-ci soient des espaces justifiantes, même si certains auteurs conseillent plutôt une espace insécable à l’intérieur[3]. Cependant, du fait que le cadratin inséré rompt le gris typographique ou la régularité de texte, de nombreux éditeurs lui préfèrent le tiret demi‑cadratin[4].
Exemple : Cette personne — par ailleurs charmante — a toute mon estime. 
Le tiret d’incise n’est pas fermé s’il est suivi par une ponctuation finale.
Exemple : Cette mesure politique serait alors quinquagénaire — l’heure de la retraite ?

### Tiret moyen
Le tiret moyen, « tiret demi‑cadratin », « tiret semi‑cadratin » ou « demi‑tiret » (« – » Unicode U+2013 HTML &ndash; &#x2013; &#8211;Alt code A-0150; TeX --) est utilisé pour lister les énumérations, ainsi que pour séparer les intervalles (délimités par deux espaces fines insécables), surtout dans la typographie anglaise, et dans la française lorsque les bornes de l’intervalle sont composées[pas clair] : par exemple « 3–9 » se lirait « de 3 à 9 ».
- Exemple : La frontière Mexique–États‑Unis sépare les pays suivants :
– le Mexique ;
– les États‑Unis.

- Celui‑ci est aussi utilisé en français pour introduire les répliques des dialogues ; il est placé en début de ligne et suivi d’une espace. Il ne doit pas être employé en double des guillemets, car ces derniers ouvrent et ferment le dialogue (toutefois, l’édition a de plus en plus tendance à supprimer les guillemets, utilisant alors le tiret cadratin ou demi‑cadratin dès l’ouverture du dialogue). De nombreuses maisons d’édition (Albin Michel, Gallimard, Robert Laffont, Le Seuil, etc.) utilisent le tiret demi‑cadratin.
Exemple :
 « Bonjour, Monsieur.
 – Bonjour, Madame. »
- Il est également fréquemment utilisé en français en remplacement du tiret cadratin pour encadrer les éléments incidents (et exceptionnellement les propositions incises), et est alors composé précédé et suivi d'une espace justifiante, même si certains auteurs conseillent une espace justifiante à l’extérieur et une espace insécable (de préférence fine ou quart de cadratin, mais l’espace insécable simple ou demi‑cadratin ne fait souvent pas de différence notable avec toute autre espace quand elle est juxtaposée à n’importe quel tiret, seule compte alors sa sécabilité) à l’intérieur de l’incise pour éviter un saut de ligne indésirable juste après l’ouverture de l’incise ou juste avant sa fermeture, ce qui ferait confondre ces tirets ainsi séparés avec (respectivement) un tiret de césure en fin de ligne ou un tiret de réplique en début de ligne.
Exemple : Cette personne – par ailleurs charmante – a toute mon estime.
Le tiret d’incise n’est pas fermé s’il est suivi par une ponctuation finale, un point‑virgule ou un deux‑points[5].
Exemple : Cette mesure politique serait alors cinquantenaire – l’heure de la retraite ?
- Il permet, dans un nom composé de plusieurs mots, de séparer un mot simple d’un mot composé et de faire la distinction entre le trait d’union et le tiret moyen de séparation des groupes de mots.
Exemple : La région Saguenay–Lac-Saint-Jean se situe dans le nord du Québec.
- Il est aussi utilisé pour séparer les bornes d’un intervalle (et normalement encadré d’espaces fines insécables quand les bornes sont composées). Son rendu par la plupart des navigateurs internet devrait être plus long qu’un simple trait d’union. C’est donc plus un « tiret » qu’un « trait d’union ». Cependant, les espaces insécables fines (HTML &#x202f;) normalement utilisées avec ces tirets sont parfois mal gérées par certains anciens navigateurs et sont souvent alors remplacées par des espaces insécables.[réf. nécessaire]
Exemples : « 1998–2000 » (sans espaces fines autour du tiret), nettement préféré à la forme « 1998-2000 » (sans espaces non plus mais qui utilise le tiret court ambigu[pas clair]), mais « janvier 1998 – juin 2000 » (avec espaces fines, car les bornes sont composées ; certains anciens navigateurs[précision nécessaire] n’affichent pas correctement les espaces fines qui sont apparues tardivement dans la codification Unicode et sont souvent omises dans les polices de caractères, mais les navigateurs actuels peuvent s’en passer et afficher une espace appropriée, en divisant par deux la largeur du caractère espace, et traiter la fine comme insécable pour la mise en page), ou « janvier 1998 – juin 2000 » (acceptable aussi, où les espaces fines insécables sont remplacées par de simples espaces insécables, ce qui ne donne pas de différence nuisible ou notable dans ce cas).
- Le « tiret numérique » (« ‒ », Unicode U+2012, HTML &#x2012; ou &#8210;) est utilisé comme séparateur ayant la même chasse que les chiffres lorsqu’ils ont une chasse unique.

Les glyphes du tiret moyen et du signe moins « − » U+2212 se ressemblent mais ne sont pas tout à fait identiques. Le signe moins est légèrement plus court que le tiret moyen : il a la même longueur que le trait horizontal du signe « + » ; le tiret moyen est également placé légèrement plus haut (pour se centrer verticalement avec la hauteur médiane des minuscules ou majuscules, et non celle des lettres minuscules comme le trait d’union, ou celle des chiffres modernes et des majuscules pour le tiret numérique ou la barre horizontale du signe « + »). Dans certains logiciels comme Microsoft Word sous Windows, on peut obtenir le signe moins par la combinaison de touches Alt+8722.
Illustrations (agrandies) : « a-&#x2013;&#x2012;&#x2212;+8 » (trait d’union accolé à une minuscule, tiret moyen demi‑cadratin, tiret numérique, signe moins mathématique, et signe plus accolé à un chiffre moderne).
- Le tiret numérique U+2012 n’est pas vraiment adapté à la présentation moderne des chiffres (car il est parfois trop bas, à peine au‑dessus de la ligne de base) mais à la présentation des chiffres traditionnels de hauteur variable (avec des parties ascendantes ou descendantes selon le chiffre) et parfois aussi des largeurs différentes pour certains styles de polices ; il représente aussi l'absence de valeur numérique ou la notation des nombres négatifs avec des chiffres traditionnels et peut ainsi être utilisé avec des chiffres minuscules, à condition d’utiliser une police de caractères adaptée et d’activer les chiffres traditionnels : « +/‒1&#x202F;234&#x202F;567,890 » (on peut noter que ce signe moins ne fonctionne que pour la notation des nombres négatifs, en typographie traditionnelle on n’inscrit habituellement pas le signe « + » dont la hauteur n’est pas toujours réajustée dans toutes les polices à rendu traditionnel pour s’aligner avec celle du signe moins, bien que ce soit recommandé pour les polices ayant ce style de chiffres). La présentation traditionnelle des nombres s’indique en CSS avec le style font-variant-numeric: oldstyle-nums;.
- Pour une présentation tabulaire moderne avec les chiffres tous de hauteur fixe égale à celle des majuscules, on lui préférera le signe mathématique moins U+2212qui s’aligne verticalement avec le signe plus et a la même largeur. Le signe mathématique moins U+2212 peut être à la fois comme opérateur et comme signe d'une valeur numérique négative. Pour la présentation tabulaire moderne et avec les polices de caractères modernes les plus courantes, on utilise ainsi le signe moins mathématique U+2212 : « +/&#x2212;1&#x202F;234&#x202F;567,890 » ; de même quand les signes plus ou moins sont des opérateurs arithmétiques (alors également encadrés d’espaces) entre deux nombres (aussi bien en typographie traditionnelle que moderne, y compris les formules mathématiques). La présentation tabulaire moderne des nombres s’indique en CSS avec le style font-variant-numeric: tabular-nums; (c’est en principe la valeur par défaut, sauf avec certaines polices de caractères de style traditionnel qui utilisent par défaut la variante précédente). Les polices de caractères disposant des deux styles de présentation des nombres peuvent cependant ajuster les signes plus et moins pour qu'il s'accordent en largeur et tiennent compte de la hauteur moyenne des chiffres dans chaque présentation (indépendamment du fait que l'on utilise le tiret numérique U+2012 ou le signe moins mathématique U+2212 qui sont alors rendus de la même façon). Dans les formules mathématiques, le signe moins mathématique U+2212 est recommandé (et est utilisé dans la conversion de formules du format TeX au format HTML pour les deux styles de nombre pris en charge).
- Pour les textes courants (en typographie non soignée), pour les traits d’union orthographiques ou de césure, ou dans tout rendu avec des polices à chasse fixe (y compris le codage informatique), on n’emploie le plus souvent que le « trait d’union-signe moins » ou « tiret court » U+002D (ambigu typographiquement, mais présent dans tous les jeux de caractères et pratiquement toutes les polices) présent sur les claviers usuels (sur la touche 6 de la première rangée du clavier français ou sur le pavé numérique).

### Tiret court ou trait d'union ou «soustraction» dans le langage typographique
- Le tiret court ou tiret quart de cadratin ou « trait d’union » ou « signe moins » (« - », Unicode U+002D, HTML &#x002D; ou &#45;) est un caractère ambigu, mais le plus courant, car toujours disponible au clavier, utilisé, selon le contexte, comme signe moins, comme séparateur de chiffres, tiret d’intervalle, pour la césure d’un mot en deux (sans espace) en fin de ligne, et comme « trait d’union » dans tous les autres cas[6], comme les mots composés (sans espace).

Sont concernés :
- un nom propre composé, comme « Sainte-Croix » ;
- un mot composé, comme « arc-en-ciel » ;
- une césure en fin de ligne, comme « J’accepte votre propo- 
sition. » ;
- à la place du « − » : comme « - 5 » ou « 8 - 5 = 3 » ;
- une date « 11-11-1918 » ;
- un article de loi ou de code « article 9‑1 du Code civil » ;
- un intervalle « 1912‑1914 » ou « 1912 - 1914 ».

Le « trait d’union » (« ‐ », Unicode U+2010, HTML &#x2010;ou &#8720;) peut être utilisé (dans la mise en page) à la place du « trait d’union-signe moins » comme « trait d’union » sans ambiguïté. Le « trait d’union insécable » (« ‑ », Unicode U+2011, HTML &#x2011; ou &#8209;) est utilisé comme trait d’union entre deux parties qui ne doivent pas être séparées par un éventuel retour à la ligne.

Le « trait d’union conditionnel » (« - », Unicode U+00AD, HTML &shy;, &#x00AD; ou &#0173;), « trait d’union virtuel », ou signe de « césure conditionnelle », permet à un logiciel de couper un mot en deux si celui‑ci se trouve en fin de ligne. Néanmoins, il insère des attributs de forme aux dépens du fond (en plus de ne pas être reconnu par tous les navigateurs et traitements de texte). Exemple : « anti&shy;cons&shy;ti&shy;tu&shy;tion&shy;nel&shy;le&shy;ment », mis dans une zone de texte de largeur variable (en faisant varier la largeur du navigateur web), donne : 
 

### Limites des règles indiquées
Les règles précédentes sur l’usage des tirets en langue française ne font pas l’unanimité, et tendent à s’assouplir :
- la typographie a toujours évolué avec la langue, et de plus les auteurs ou imprimeurs anciens[évasif] étaient beaucoup moins pointilleux sur sa mise en œuvre qu’actuellement ;
- si la distinction entre tiret et trait d’union ne souffre pas de manquement, les grammairiens ne sont pas unanimes sur l’usage des tirets cadratin et demi‑cadratin : pour certains, le tiret cadratin s’impose dans tous les usages, sauf cas particulier comme les « traits d’union faible » entre des éléments dont au moins l’un contient déjà un trait d’union (par exemple « le match Saint‑Étienne - Clermont‑Ferrand ») ; d’autres répartissent les usages comme indiqué ci‑dessus ; d’autres encore procèdent à une telle distribution, mais considèrent comme une hérésie l’emploi du demi‑cadratin dans les dialogues ; d’autres enfin estiment que seul le demi‑cadratin doit être retenu pour les dialogues. Il en va de même pour les incises, pour lesquelles certains prônent le cadratin, tandis que d’autres ne jurent que par le demi‑cadratin ;
- l’usage s’est assoupli dans les faits : « Cela dit, force est de constater que, dans la pratique, depuis quelques décennies, le tiret demi‑cadratin tend à se répandre de plus en plus dans les emplois traditionnellement réservés au tiret cadratin, au point où l’on peut difficilement considérer le tiret demi‑cadratin comme fautif[7]. »

## Codage informatique
| nom                                | glyphe | point de code Unicode | nom Unicode                | entités HTML         | code Windows-1252 | code ISO/CEI 8859-1 | page de code DOS/OEM 850 | code MacRoman | code ASCII | représentation LaTeX |
| ---------------------------------- | ------ | --------------------- | -------------------------- | -------------------- | ----------------- | ------------------- | ------------------------ | ------------- | ---------- | --- |
| trait d’union-signe moins          | Oo-Oo  | U+002D                | trait d'union-signe moins  | &#x2D;               | 45 (0x2D)         | 45 (0x2D)           | 45 (0x2D)                | 45 (0x2D)     | 45 (0x2D)  | impossible |
| trait d'union conditionnel         | Oo-Oo  | U+00AD                | trait d'union conditionnel | &#xAD; ou &shy;      | 0173 (0xAD)       | 0173 (0xAD)         | 240 (0xF0)               | 173 (0xAD)    | impossible | \- |
| trait d’union                      | Oo‐Oo  | U+2010                | trait d'union              | &#x2010;             | impossible        | impossible          | impossible               | impossible    | impossible | \textnormal{-} |
| trait d’union insécable            | Oo‑Oo  | U+2011                | trait d'union insécable    | &#x2011;             | impossible        | impossible          | impossible               | impossible    | impossible | \nobreakdash |
| tiret numérique                    | Oo‒Oo  | U+2012                | tiret numérique            | &#x2012;             | impossible        | impossible          | impossible               | impossible    | impossible | |
| tiret demi-cadratin ou tiret moyen | Oo–Oo  | U+2013                | tiret demi-cadratin        | &#x2013; ou &ndash;  | 0150 (0x96)       | impossible          | impossible               | 208 (0xD0)    | impossible | -- ou \textendash |
| tiret cadratin ou tiret long       | Oo—Oo  | U+2014                | tiret cadratin             | &#x2014; ou &mdash;  | 0151 (0x97)       | impossible          | impossible               | 209 (0xD1)    | impossible | --- ou \textemdash |
| barre horizontale                  | Oo―Oo  | U+2015                | barre horizontale          | &#x2015; ou &horbar; | impossible        | impossible          | impossible               | impossible    | impossible | \rule[.5ex]{.5em}{.1ex} |
| tiret double cadratin              | Oo⸺Oo  | U+2E3A                | tiret double cadratin      | &#x2E3A;             | impossible        | impossible          | impossible               | impossible    | impossible | |
| tiret triple cadratin              | Oo⸻Oo  | U+2E3B                | tiret triple cadratin      | &#x2E3B;             | impossible        | impossible          | impossible               | impossible    | impossible | |
| puce trait d’union                 | Oo⁃Oo  | U+2043                | puce trait d'union         | &#x2043;             | impossible        | impossible          | impossible               | impossible    | impossible | |
| signe moins                        | Oo−Oo  | U+2212                | signe moins                | &minus; ou &#x2212;  | impossible        | impossible          | impossible               | impossible    | impossible | $-$ |
| filet horizontal                   | Oo─Oo  | U+2500                | filet fin horizontal       | &#x2500;             | impossible        | impossible          | 196 (0xC4)               | impossible    | impossible | \rule[hauteur]{largeur}{épaisseur} (hauteur optionnelle au-dessus de la ligne de base) P. ex. \rule[.5ex]{1em}{.2ex} (double) |
| filet horizontal double            | Oo═Oo  | U+2550                | filet double horizontal    | &#x2550;             | impossible        | impossible          |                          | impossible    | impossible | \rule[hauteur]{largeur}{épaisseur} (hauteur optionnelle au-dessus de la ligne de base) P. ex. \rule[.5ex]{1em}{.2ex} (double) |

- Légende : Les caractères neutres Oo  Oo : illustrent un contexte, le rectangle coloré indique la chasse et le corps de ces caractères ; Le caractère à représenter est affiché sur un autre fond coloré, p. ex. : C ;  Un diacritique est composé avec le caractère « ◌ », l'affichage est représenté avec le corps, et la chasse de ce caractère « ◌ », des exemples sont ◌̰, ◌̃, ou ◌͠◌.

Note : selon la cohérence propre de la police d'affichage, la position des diacritiques peut être altérée.
Note : selon la cohérence propre de la police d'affichage, la chasse de certains caractères peut être altérée.
- Note : le préfixe 0x (ou #x...; pour le html) indique une notation hexadécimale ; les points de codes Unicode sont toujours notés en hexadécimal (avec U+ en préfixe).